# Hiti
Hiti és un dels tres atols de les illes Raevski, a l'arxipèleg de les Tuamotu de la Polinèsia Francesa. Administrativament depèn de Katiu, comuna associada a la comuna de Makemo. Va ser anomenat Louise o Ofiti pel francès Mauruc, i Clute o Ohiti per l'anglès Wilkes.
És un atol ovalat de 9 km d'allargada i 6 km d'amplada. La superfície emergida és de 3,23 km² més 6,97 km² d'esculls. La llacuna interior, de 15 km², no té cap pas navegable. Està situat a 6 km al sud-est de Tuanake. És deshabitat.